# Чередниченко Євген Трохимович
Євген Трохимович Чередниченко (12 жовтня 1912, місто Катеринодар, тепер Краснодар, Російська Федерація — 16 жовтня 1986, місто Москва) — радянський профспілковий діяч, голова ЦК профспілки робітників залізничного транспорту, секретар Всесвітньої федерації профспілок. Член Центральної Ревізійної комісії КПРС у 1956—1976 роках.

## Життєпис
Трудову діяльність розпочав у сімнадцятирічному віці слюсарем.
Член ВКП(б) з 1931 року.
У 1938 році закінчив Ленінградський інститут інженерів залізничного транспорту.
У 1938—1940 роках — в Політичному управлінні Білоруської залізниці.
У 1940—1941 роках — слухач Вищої партійної школи при ЦК ВКП(б).
У 1941—1943 роках — в Політичному управлінні залізниці імені Кагановича Свердловської області: заступник начальника політичного відділу із пропаганди та агітації.
У 1943—1944 роках — слухач Вищої партійної школи при ЦК ВКП(б).
У 1944—1947 роках — заступник секретаря Свердловського обласного комітету ВКП(б) із залізничного транспорту.
У 1947—1948 роках — інспектор Управління кадрів ЦК ВКП(б).
У 1948—1951 роках — 1-й заступник начальника Політичного управління Міністерства шляхів сполучення СРСР.
У травні 1951 — січні 1970 року — голова ЦК профспілки робітників залізничного транспорту.
У січні 1970 — 1975 року — секретар Всесвітньої федерації профспілок.
З 1975 року — персональний пенсіонер союзного значення.
У 1975 — 16 жовтня 1986 року — консультант Міжнародного відділу Всесоюзної центральної ради професійних спілок (ВЦРПС).
Помер 16 жовтня 1986 року в Москві.

## Звання
- майор

## Нагороди
- два ордени Трудового Червоного Прапора (29.07.1945, 13.10.1962)
- орден «Знак Пошани» (1.08.1942)
- ордени
- медалі